# 木村優一 (歌手)
木村 優一（きむら ゆういち）は、日本のソプラニスタ（男性ソプラノ）。
熊本県大津町出身。奇跡の声を持つ歌手として注目され、現在は舞台・コンサート中心に幅広く活動中。2013年からは歌を通じたボランティア活動・チャリティーコンサートを続けている。

## 人物・経歴

### 幼少～小学生時代
音楽家の母の影響で4歳ころからピアノを習い始め、音楽に親しみ、ソプラノで歌う母の歌声が好きで一緒に歌っていた。そして物心つく頃にはボーイソプラノで歌い、地元大津町の少年少女合唱団にも所属し歌っていた。後年2019年9月29日に大津町文化ホールで、新曲「Is This Love？」スペシャルコンサートで大津町少年少女合唱団と共演。

### 映画との出会い
3才のころ、母から薦められた映画『サウンド・オブ・ミュージック』に大変な影響を受け、「エーデルワイス」は愛唱歌となった。1940年～60年代のミュージカル映画を観るようになり、その時代の映画も観始め、今もこよなくこの時代の映画を愛好している。

### 中学時代
熊本市内の私立真和中学に進学。好きな授業は音楽と英語だった。英語の授業でカーペンターズを聴いたことをきっかけに洋楽が好きになる。阿蘇で開催されていたカントリーゴールドへ行き、カントリーミュージックも好きになる。大橋巨泉の娘であるジャズ歌手の大橋美加がパーソナリティを務めるラジオ番組『ミュージック・プラザ第2部 ポップス（ジャズ・ヴォーカルとシネマの水曜日）』を毎週聴いていた。この頃より様々なジャンルの音楽に触れる。この恵まれた多様性が木村の音楽性の礎となった。中学3年時に文化祭でボーイソプラノで独唱した。それが初の大舞台となり、それ以降学校行事で度々独唱し、舞台に上がる喜びを見出した。

### 高校時代
私立真和高等学校に進学。熊本県高等学校独唱コンクールに参加し、銀賞を受賞。その後も変声期の難しい時期を乗り越え、修練を積みボーイソプラノから大人のソプラノに移行していった。高校2年生時に同コンクールで金賞、同年全九州高等学校音楽コンクールでグランプリを獲得。高校3年生時には第55回全日本学生音楽コンクール福岡大会声楽部門高校の部 第1位はじめ、様々なコンクールで入賞を果たす。同年2001年火の国高校総体開会式にて、熊本県山鹿市の民謡「ヨヘホ節」を独唱。これをきっかけにテレビ番組やラジオ番組に出演するようになる。

### 大学～大学院時代
2002年東京藝術大学声楽科に入学。ソプラノの声種であるが、男性故に在籍はテノール専攻であった。2011年聖徳大学大学院に入学。大学院では、カウンターテナー、ソプラニスタに関する研究を深め、論文を書く。修了時は答辞を読んだ。

#### 東京藝術大学声楽科同級生
- 小林沙羅　ソプラノ
- 田代万里生　テノール
- 今井俊輔　バリトン
- 中井智彦　バリトン
- 田崎尚美　ソプラノ

### イタリア留学
2008年、2009年にイタリアへ留学。ミラノでソプラノのマルゲリータ・グリエルミ、ローマでカウンターテノールのルイージ・スキファーノに師事。

### 就職
2012年音楽を通した社会貢献活動をする「音楽で日本の笑顔を」に非常勤指導員として勤めはじめ、大学院修了後に正社員に従事し、同法人主催のコンサートに出演することで、歌う喜びを実感し、歌手としての道を切り開いた。

## 主な受賞歴
- 第55回全日本学生音楽コンクール 福岡大会声楽部門高校の部 第1位
- 熊本県高等学校文化連盟優秀芸術文化賞 2年連続受賞

## メディア出演

### ラジオ番組
- 「カフェ・ソプラニスタ」高樹澪・木村優一

2018年JFNパークにて
- 「木村優一みんなスマイル Let's Sing！（唄わんかい!）」

FM熊本 被災地支援番組　2017年より毎週金曜日 午前6:45～6:55　パーソナリティを務め放送中。

### テレビ番組
- テレビ東京 「THEカラオケ★バトル」
- テレビ東京 「月〜金お昼のソングショー ひるソン!」
- BS日テレ 「歌謡プレミアム」
- TBS 「1番だけが知っている」
- TBS 「本当のとこ教えてランキング」

## コンサート
2014年
- 東京ヴィヴァルディ合奏団第15回ファンタジックなクリスマス～冬の贅～に出演

共演：東京ヴィヴァルディ合奏団、たかまつなな
2015年
- 東京ヴィヴァルディ合奏団の定期演奏会でペルゴレージ作曲「スタバト・マーテル」のソプラノソロで出演

2016年
- 8月30日 ソプラニスタ木村優一CD発売記念リサイタル

2017年
- 足立区民合唱団定期演奏会、2018年シティ・アンサンブルとうきょうの定期演奏会にフォーレ作曲「レクイエム」ソプラノソロで出演
- 小原孝ピアノリサイタル2017 ～ピアノ名曲フォーユー～　共演：小原孝
- 華麗なる共演 ～日本を奏でる～ 共演：小原孝

2018年
- 華麗なる共演II ～世界を巡る～ 共演：小原孝
- 被災地支援「みんなスマイル」コンサート LET'S SING 唄わんかい！ 共演：小原孝
- ソプラニスタ木村優一CDIs This Love?発売記念リサイタル
- フォーエバー マザー・テレサライブ 共演：つのだ☆ひろ、諸岡由美子、Saltie、松本俊明　他

2019年
- 有楽町昭和歌謡ライブ 共演：翠千賀、松阪ゆうき　他

2019年
- LCA国際小学校ミニコンサート[注 1][2] 共演：大山泰輝

2020年
- 歌の翼シリーズ CD発売記念LIVE 共演：飯田俊明　他

その他多数コンサートに出演

## 舞台
- 2018年「蜜蜂と遠雷」リーディング・オーケストラコンサート～コトダマの音楽会～マサル・カルロス・レヴィ・アナトール役

音楽監督：千住明
管弦楽：東京フィルハーモニー交響楽団（東京公演） / 大阪交響楽団（大阪公演）
指揮者：澤村杏太朗
ピアノ：川田健太郎 / 西本夏生
共演者：橋本良亮（A.B.C-Z）、家入レオ、湖月わたる、朴璐美、中川晃教　ビッケブランカ
- 2018年「ひかりを聴け」オーケストラコンサート ～コトダマの音楽会 partII～

指揮・音楽監督：千住明
管弦楽：東京フィルハーモニー交響楽団
共演者：三浦大知、中川晃教、松下優也、藤澤ノリマサ
- 2018年「スサノオと美琴」タマノオヤノミコト役

指揮・芸術監督：坂本和彦
共演者：廣瀬智紀、木村咲哉、月影瞳、折井あゆみ、彩輝なお、岡幸二郎
- 2019年「蜜蜂と遠雷」リーディング・オーケストラコンサート ～ひかりを聴け～マサル・カルロス・レヴィ・アナトール役

指揮・音楽監督：千住明
管弦楽：東京フィルハーモニー交響楽団
共演者：松下優也、三浦大知、家入レオ、湖月わたる、中村中、黒田こらん
- 2021年シンフォニー音楽劇「蜜蜂と遠雷 ～ひかりを聴け～」[3] ナサニエル・シルヴァーバーグ役

指揮・音楽監督：千住明
管弦楽：グランフィルハーモニック東京（東京公演） / グランフィルハーモニック京都（大阪公演）/九州交響楽団（福岡公演）
共演者：中山優馬、ヒグチアイ、奥村颯太（関西ジャニーズJr.）、大東立樹（ジャニーズJr.）、パーマ大佐、池畑慎之介、湖月わたる、黒田こらん

## 作品
- アルバム『MY WORLD ～奇跡の声～』 2016年8月24日発売 発売元：クラウンレコード

このデビューアルバムは、「Ombra mai fù（オンブラ・マイ・フ）」、「ムーン・リバー」、木村の故郷熊本県の民謡「五木の子守唄」、「I Will Always Love You」、幼いころからの愛唱歌「エーデルワイス」他全12曲を収録し、多様性のある曲で構成した作品となった。
- 2017年4月1日発売 DVD 奇跡の声 ソプラニスタ木村優一「My World」

発売記念リサイタルより選出した映像。
- 2018年11月7日発売　シングル　｢Is This Love？｣　発売元：徳間ジャパン
- 2019年8月1日発売　ミニアルバム　歌の翼（憧憬編）
- 2020年2月1日発売　ミニアルバム　歌の翼（望郷編）

歌の翼シリーズはFM熊本被災地支援番組「木村優一みんなスマイル Let's Sing！（唄わんかい!）」のためにレコーディングした曲を収録。売上の一部を被災地へ寄付。

## 師事
島崎智子、高橋大海、永井和子、野々下由香里、浦田玲子、マルゲリータ・グリエルミ、ルイージ・スキファーノ

## ボランティア活動
施設で歌うボランティア活動を行い、「音楽で日本の笑顔を」に従事して以来、合唱を通した社会活動を強め、チャリティーコンサート等にも出演している。
- 2018年 第2回被災地支援チャリティーコンサート～音楽の旅アラカルト・アメリカ編～

共演：安田祥子 他
- 2019年 第3回被災地支援チャリティーコンサート～音楽の旅アラカルト・イタリア編～

共演：安田祥子 他

## エピソード
- テレビ東京『THEカラオケ★バトル』に出演するためにカラオケ店で練習していると、店員がドアの外を何度も行ったり来たりして、帰り際に「お1人様ですよね？」と確認された。おそらく、女性と二人で歌っていると思われたためである。
- 文化祭で歌ったとき、とある数学教師は、木村の伴奏をしていた女性教師が弾き語りをしていると思って聴いていたらしく、演奏が終わった後、「あの男の子はいつから歌うのか」と思っているうちに終わってしまった、と語ったらしい。
- 藝大の男子寮にある練習室で歌の練習をしていたところ、寮母が怒った形相で部屋に入ってきたが、「あれ？ 男性ですよね？」と言って部屋を出て行った。
- 事務所の先輩だった中島啓江に「あなたは本当のソプラノよ！」と絶賛を受ける。